# Arcesilao III di Cirene
Arcesilao III (in greco antico: Ἀρκεσίλαος?, Arkesílaos; Cirene, ... – 515 a.C.) figlio di Batto III, fu dal 530 a.C. il sesto re di Cirene della dinastia dei Battiadi.

## Biografia
In seguito alle difficoltà di governo di Batto III, Arcesilao cercò di riacquistare il potere e riprendersi coloro che si erano rifugiati a Samo, utilizzandoli come fanti e promettendo loro un'equa distribuzione delle terre. Così, rinforzò la propria posizione e la consolidò ulteriore sottomettendosi di spontanea volontà, come scrive Erodoto (IV, 162-165), a Cambise (525 a.C.).
Secondo Erodoto, a causa di un'infausta predizione dell'oracolo (o forse esasperato dai tributi che i Persiani imponevano), si rifugiò da Alazir, re di Barca, a cui diede in sposa la figlia. Qui morì intorno al 515/514 a.C.